# Blooming Days
Blooming Days (en hangul, 花요일), es el segundo EP coreano del trío EXO-CBX. Lanzado el 10 de abril de 2018 por S.M. Entertainment y distribuido por Iriver. Contiene un total de siete canciones, incluyendo el sencillo titulado «Blooming Day».

## Antecedentes y lanzamiento
El 8 de marzo, S.M. Entertainment confirmó que EXO-CBX, la subunidad de EXO, haría su regreso coreano en abril. El 26 de marzo, se confirmó que el trío lanzaría su segundo EP el 10 de abril. Desde el 29 de marzo hasta el 3 de abril, se lanzaron los teasers de las letras para el regreso a través de las cuentas oficiales del grupo en Twitter e Instagram.
El 3 de abril, el título del miniálbum, Blooming Days, y su sencillo principal se revelaron junto con la fecha de su lanzamiento. El 4 de abril, se lanzó la lista de canciones del miniálbum, que contiene siete canciones, incluida la canción principal, «Blooming Day». El 5 de abril, el teaser de Chen para la canción «Thursday» fue lanzado, junto con las fotos teasers del integrante. El mismo día, los detalles del miniálbum se lanzaron a través del sitio web oficial del grupo. El 6 de abril, el teaser de Baekhyun para la canción «Vroom Vroom» fue lanzado, junto con los otros teasers del miembro. El 7 de abril, se lanzó el teaser de Xiumin para la canción «Playdate», junto con los otros teasers del integrante. El 8 de abril, se lanzó el vídeo musical de «Blooming Day». El 10 de abril, el miniálbum fue lanzado oficialmente junto con el vídeo musical del sencillo.

### Sencillo
«Blooming Day» fue lanzado como la canción principal junto con el EP el 10 de abril. La canción fue descrita como una «canción de dance pop ligera y chic donde se exhiben los dulces colores vocales de los miembros». La letra habla de una dulce confesión a una mujer con el corazón revoloteando emociones como la primavera.

## Promoción
EXO-CBX comenzó un programa especial en vivo a partir del 9 de abril, que duró siete días. El grupo realizó una transmisión en vivo el 10 de abril titulada EXO-CBX's Blooming Day! en el Yes24 Live Hall, donde hablaron sobre el álbum e interpretaron el sencillo «Blooming Day».
EXO-CBX también realizó un evento de firmas el 15 de abril en Seúl en SMTOWN Coex Artium, así mismo realizaron diferentes eventos el 16 de abril en Busan en el Centro de Convenciones de BEXCO y en Daegu en el Centro de Eventos del Novotel Ambassador Daegu, el 19 de abril en Gangnam en el Ilchi Art Hall y el 22 de abril en Goyang en Starfield Goyang.
El trío comenzó sus presentaciones con el sencillo principal «Blooming Day» en varios programas musicales desde el 12 de abril, comenzando en M! Countdown de Mnet.
En la aplicación Vlive presentaron transmisiones en vivo realizando trivias, juegos y respondiendo preguntas a los fanáticos acerca del regreso y planes futuros.

## Rendimiento comercial
Blooming Days encabezó varias listas semanales nacionales y mundiales, incluyendo la lista Xiami K-Pop de China. El 19 de abril de 2018, debutó en la primera posición de Gaon Album Chart.

## Lista de canciones
| N.º | Título                                   | Arreglo                                    | Duración |  |
| 1.  | «Monday Blues»                           | Daniel Davidsen, Peter Wallevik, Cutfather | 3:21     |  |
| 2.  | «Blooming Day» (花요일; Hwayoil)         | Steve Manovski                             | 3:19     |  |
| 3.  | «Sweet Dreams!» (내일 만나; Naeil Manna) | Styalz Fuego                               | 3:06     |  |
| 4.  | «Thursday»                               | Erik Lidbom                                | 3:05     |  |
| 5.  | «Vroom Vroom»                            | Harvey Mason, Jr, Michael `R!ot` Wyckoff   | 2:46     |  |
| 6.  | «Playdate»                               | Martin K                                   | 3:30     |  |
| 7.  | «Lazy» (휴일; Hyuil)                     | Micah Powell                               | 3:25     |  |